# 間瀬遥花
間瀬 遥花（ませ はるか、1997年9月29日 - ）は、愛知県名古屋市出身の日本の女性ファッションモデル。インセント所属。

## 略歴
2009年、NHK名古屋児童劇団（2009年 - 2016年）
2019年、セントラルジャパン所属。
2021年、セントラルジャパンからインセントへ移籍。
2021年11月29日に2022年度の「東レキャンペーンガール」に選出される。2023年度も引き続き同じく選出され2024年にキャンペンガールが廃止されるまで務めた。

## 人物
- 特技は4歳で始めたエレクトーン。趣味は世界遺産めぐりで、世界遺産検定1級を保持しており、他にも漢検準1級・TOEIC 845点を保持している。
- 愛知県立千種高等学校（国際教養科）、愛知県立大学外国語学部国際関係学科卒業[4]。

## 出演

### ドラマ
- 中学生日記（NHK名古屋、2010年）[5]
- 名古屋行き最終列車 （メーテレ、2019年）

### 配信ドラマ
- 東京彼女 1月号（YouTube、2024年） - ゆずか 役[6]

### TV番組
- チャント!（CBCテレビ、2020年）リポーター[5]
- よじごじDays（テレビ東京、2022年1月17日） VTR出演
- World Baseballエンタテイメント たまッチ!（フジテレビ、2022年2月25日 - ） 9代目アシスタント
- ZIP!（日本テレビ、2022年4月 - 2023年3月31日）

### 舞台
- 不思議の国のアリス（2015年） - アリス役[5]

CM
- 2022年東レキャンペーンガール
- ナガシマスパーランドジャンボ海水プール（2018年 - 2021年）
- 晴れ着の丸昌（2019年 - ）
- HOYA「コンタクトのアイシティ」地域限定（2020年）
- LAPIAS万代家具（2020年）
- フタバ株式会社（2020年）